# Ủy ban Giám sát và Tư pháp Đại hội Đại biểu Nhân dân Toàn quốc
Ủy ban Giám sát và Tư pháp Đại hội Đại biểu Nhân dân Toàn quốc (tiếng Trung: 全国人民代表大会监察和司法委员会; Hán-Việt: Toàn quốc Nhân dân Đại biểu Đại hội Giám sát hòa Tư pháp Ủy viên hội; bính âm: Quánguó Rénmín Dàibiǎo Dàhuì Jiānchá Hé Sĩfǎ Wěiyuánhuì), là một trong mười ủy ban chuyên môn của Đại hội Đại biểu Nhân dân Toàn quốc (Nhân Đại Toàn quốc), cơ quan quyền lực nhà nước cao nhất của Cộng hòa Nhân dân Trung Hoa. Ủy ban chuyên môn này được thành lập trong kỳ họp đầu tiên của Đại hội Đại biểu Nhân dân Toàn quốc khóa VII vào tháng 3 năm 1988 và đã tồn tại trong mọi kỳ Nhân Đại Toàn quốc kể từ đó.
Ủy ban này tiền thân là Ủy ban Nội vụ và Tư pháp Đại hội Đại biểu Nhân dân Toàn quốc và có tên gọi như hiện nay kể từ năm 2018.

## Chủ nhiệm
| Nhân Đại                                      | Chủ nhiệm       |
| --------------------------------------------- | --------------- |
| Đại hội Đại biểu Nhân dân Toàn quốc khóa VII  | Tập Trọng Huân  |
| Đại hội Đại biểu Nhân dân Toàn quốc khóa VIII | Mạnh Liên Côn   |
| Đại hội Đại biểu Nhân dân Toàn quốc khóa IX   | Hầu Tông Tân    |
| Đại hội Đại biểu Nhân dân Toàn quốc khóa X    | Hà Xuân Lâm     |
| Đại hội Đại biểu Nhân dân Toàn quốc khóa XI   | Hoàng Chấn Đông |
| Đại hội Đại biểu Nhân dân Toàn quốc khóa XII  | Mã Văn          |
| Đại hội Đại biểu Nhân dân Toàn quốc khóa XIII | Ngô Ngọc Lương  |
| Đại hội Đại biểu Nhân dân Toàn quốc khóa XIV  | Dương Hiểu Siêu |